# رودولف إدغار بلوك
رودولف إدغار بلوك (بالإنجليزية: Rudolph Edgar Block)‏ هو صحفي أمريكي، ولد في 6 ديسمبر 1870 في نيويورك في الولايات المتحدة، وتوفي في 29 أبريل 1940 في توسان في الولايات المتحدة.

## وصلات خارجية
- رودولف إدغار بلوك على موقع IMDb (الإنجليزية)